# Ерік ван дер Мер
Ерік ван дер Мер (нід. Erik van der Meer, 7 липня 1967, Утрехт) — нідерландський футболіст, захисник, після завершення ігрової кар'єри — футбольний тренер. Також виступав за молодіжні і юнацькі збірні Нідерландів різних вікових категорій.

## Біографія

### Ігрова кар'єра
Народився 7 липня 1967 року в Утрехті, розпочинав займатись футболом в академіях ВВ РУК та «Елінквейк».
1985 року потрапив до «Утрехта», в якому розпочав професійну кар'єру, провівши десять сезонів. За цей час гравець провів 205 матчів в Ередивізі, а також брав участь у Кубку УЄФА у сезонах 1987/88 (проти ЛАСКа і «Верони») та 1991/92 (проти Штурма і мадридського «Реала»).
У сезоні 1995/96 грав у Еерстедивізі за «Камбюр», але зайняв з командою лише 6 місце і не зміг їй допомогти вийти в еліту.
Влітку 1996 року став гравцем бельгійського клубу «Беєрсхот ВАК», що виступав у другому за рівнем дивізіоні країни. Там він провів 8 матчів, після чого перебрався в іспанський клуб «Реал Мурсія» з Сегунди Б, де перебував до кінця сезону.
Завершив ігрову кар'єру у клубі «Вендам», за який виступав у 1997—1999 роках у Еерстедивізі, другому за рівнем дивізіоні Нідерландів.

### Тренерська кар'єра
Розпочав тренерську роботу у рідному «Утрехті», де з 2002 по 2004 рік тренував молодіжну команду, після чого один сезон був асистентом Яна ван Дейка у «Розендалі».
З січня по грудень 2007 року тренував аматорський нідерландський клуб Вв СХО, після чого на початку наступного року на запрошення свого співвітчизника Марка Вотте став його асистентом в катарському клубі «Аль-Аглі» (Доха). Проте вже влітку того ж року весь тренерський штаб покинув команду.
Протягом усього 2009 року Ерік тренував ще одну аматорську нідерландську команду — цього разу «ДОВО».
У січні 2010 року став головним тренером «Аль-Аглі» (Доха), де пропрацював до кінця року, після чого став спортивним директором іншої катарської команди «Аль-Шамаль», але пробув на цій посаді лише місяць.
У лютому 2011 року перейшов у структуру донецького «Металурга», де став координатором юнацького та молодіжного напрямків в академії, а 2014 року також очолював команду U-19, що виступала в юнацькому чемпіонаті.
У 2015 році працював з малайзійським клубом «Френз Юнайтед».
У січні 2016 року Ерік ван дер Мер став головним тренером дніпродзержинської «Сталі», куди його запросив новий президент клубу Вардан Ісраелян, знайомий із нідерландським фахівцем по спільній роботі в «Металургу». 10 серпня того ж року офіційно залишив кам'янський клуб за сімейними обставинами.

## Статистика[4]
- 1985—1986: «Утрехт» — 12 ігор (0 голів)
- 1986—1987: «Утрехт» — 30 (0)
- 1987—1988: «Утрехт» — 24 (1)
- 1988—1989: «Утрехт» — 23 (2)
- 1989—1990: «Утрехт» — 11 (1)
- 1990—1991: «Утрехт» — 30 (4)
- 1991—1992: «Утрехт» — 28 (0)
- 1992—1993: «Утрехт» — 23 (0)
- 1993—1994: «Утрехт» — 15 (1)
- 1994—1995: «Утрехт» — 9 (0)
- 1995—1996: «Камбюр» (Еерстедивізі) — 19 (0)
- 1996—1997: «Беєрсхот» (Твіде Классе) — 8 (0)
- 1996—1997: «Реал Мурсія» (Сегунда Б) — 18 (0)
- 1997—1998: «Вендам» (Еерстедивізі) — 15 (0)
- 1998—1999: «Вендам» (Еерстедивізі) — 16 (0)